# Xavier Williams
Xavier Ramon Williams (Kansas City, 18 gennaio 1992) è un giocatore di football americano statunitense che milita nel ruolo di defensive tackle per i New England Patriots della National Football League (NFL).

## Carriera

### Arizona Cardinals
Dopo non essere stato scelto nel Draft NFL 2015 Williams firmò con gli Arizona Cardinals. Nella sua stagione da rookie disputò 4 partite mettendo a segno 2 tackle. Nelle due successive disputò complessivamente 19 partite, di cui 2 come titolare.

### Kansas City Chiefs
Il 20 marzo, Williams ricevette un'offerta contrattuale dai Kansas City Chiefs. I Cardinals avevano la possibilità di pareggiarla ma declinarono l'opzione, così il giocatore firmò con i Chiefs. Nella prima stagione con la nuova maglia disputò per la prima volta tutte le 16 partite, di cui 4 come titolare, con un nuovo primato personale di 47 tackle.
Il 9 ottobre 2019, Williams fu inserito in lista infortunati per un problema a una caviglia. Tornò ad allenarsi ad inizio dicembre e fece ritorno nel roster attivo il 25 dello stesso mese.

### New England Patriots
Il 22 agosto 2020, Williams firmò con i New England Patriots.

## Palmarès
- Super Bowl : 1

Kansas City Chiefs: LIV
- American Football Conference Championship: 1

Kansas City Chiefs: 2019